# Contea di Buffalo (Wisconsin)
La contea di Buffalo (in inglese, Buffalo County) è una contea dello Stato del Wisconsin, negli Stati Uniti. La popolazione al censimento del 2000 era di 13 804 abitanti. Il capoluogo di contea è Alma.